# Seaside Heights
Seaside Heights is een plaats (borough) in de Amerikaanse staat New Jersey, en valt bestuurlijk gezien onder Ocean County. Het is vooral bekend geworden als locatie van het populaire MTV-programma Jersey Shore.

## Demografie
Bij de volkstelling in 2000 werd het aantal inwoners vastgesteld op 3155.
In 2006 is het aantal inwoners door het United States Census Bureau geschat op 3242, een stijging van 87 (2.8%).

## Geografie
Volgens het United States Census Bureau beslaat de plaats een oppervlakte van 2,0 km², waarvan 1,6 km² land en 0,4 km² water.

## Plaatsen in de nabije omgeving
De onderstaande figuur toont nabijgelegen plaatsen in een straal van 8 km rond Seaside Heights.